# Jane Priestman
Jane Priestman OBE (geboren 7. April 1930 als Jane Herbert; gestorben 25. Januar 2021) war eine britische Designerin und Innenarchitektin, die als Entscheidungsträgerin bei British Airports Authority und British Rail den Bau preisgekrönter Bauten verantwortete. Für ihr Wirken wurde sie 1991 mit dem Most Excellent Order of the British Empire (OBE) ausgezeichnet und erhielt 1998 die Ehrendoktorwürde der Sheffield Hallam University.

## Leben

### Familie und Ausbildung
Priestman war die Tochter von Reuben Stanley Herbert und Mary Elizabeth Ramply. Sie studierte am Northwood College Textildesign. Mit ihrem Webstuhl zog sie 1951 nach Australien, in der Hoffnung, eine Karriere in der Textilbranche starten zu können. Rasch stellte sie jedoch fest, dass sie für die Textilindustrie doch nur ein begrenztes Interesse hatte. Sie setzte daraufhin ihre Ausbildung am Liverpool College of Art im Fach Innenarchitektur fort.

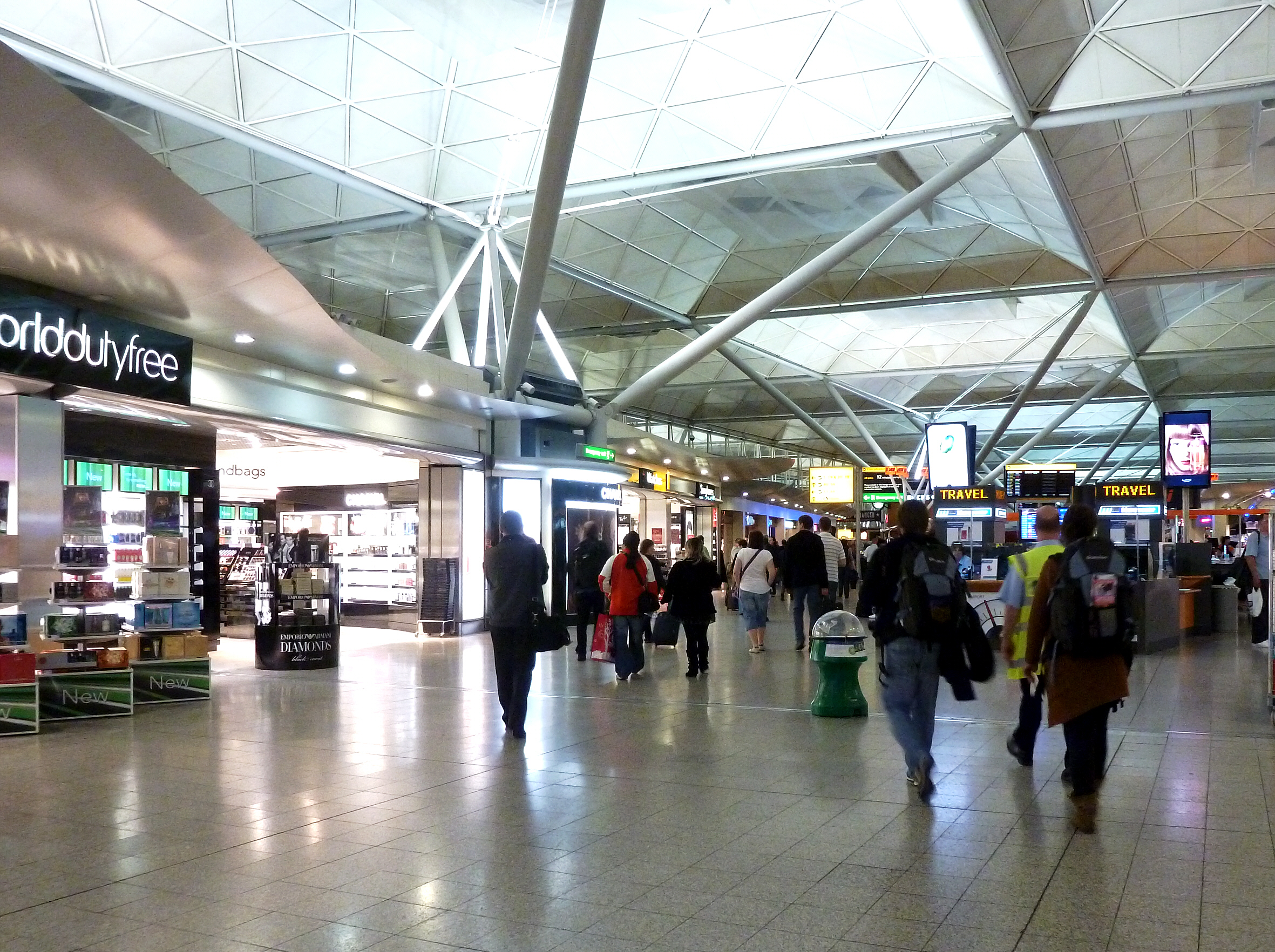
London Stansted Airport – Duty Free Zone geplant von Foster + Partners, fertiggestellt 1991

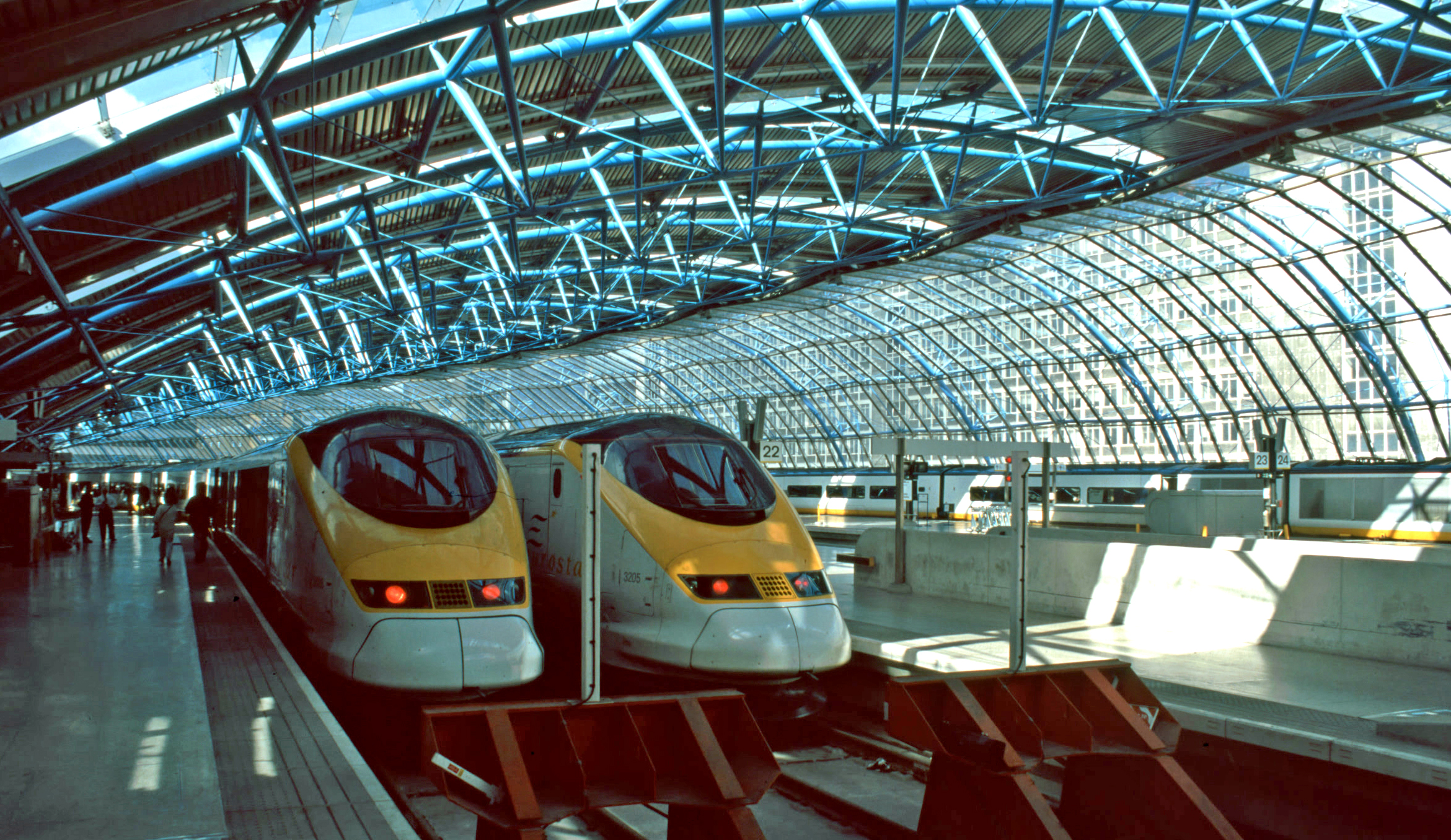
Waterloo International Railway Station, geplant von Nicholas Grimshaw, fertiggestellt 1999

### Berufliche Karriere
Nach ihrer Heirat mit Arthur Martin Priestman im Jahr 1954 bekam sie zwei Söhne und betrieb bis 1975 ihr eigenes Designbüro.
Anschließend war sie von 1975 bis 1986 Generaldirektorin für Architektur und Design bei der British Airports Authority (BAA) und schlug dem Vorstand vor, den Auftrag für den Bau des neuen Terminals des Stansted Airports an Foster + Partner zu vergeben. Das Terminal wurde 1990 mit dem Mies van der Rohe Award for European Architecture ausgezeichnet. Für die Beschilderung der großen britischen Flughäfen engagierte sie die Designer Jock Kinneir und Margaret Calvert.
Von 1986 bis 1991 war sie Direktorin für Architektur, Design und Umwelt bei British Rail. Dort zeichnete sie verantwortlich für das Erscheinungsbild von InterCity (Großbritannien), Network SouthEast, Rail Freight, Parcels und Regional Railways, die privatisiert werden sollten. Priestman war verantwortlich für über 2.800 Bahnhöfe. Ihr Ziel war es, den Gebäuden beim Betreten eine unvergleichliche Atmosphäre zu verleihen. Besonders stolz war sie auf den Bau des Fernbahnhof Waterloo International, mit dem sie Nicholas Grimshaw beauftragte. Der Bau wurde vom Royal Institute of British Architects als „Gebäude des Jahres“ ausgezeichnet und erhielt den Preis der Europäischen Union für zeitgenössische Architektur. Dies machte sie zu einer der renommiertesten Architektur-Designerinnen.

### Mentorin und Hochschullehrerin
Ab 1997 war Priestman Gastprofessorin an der De Montfort University in Leicester.
Als Mentorin für junge Designer hatte sie in der Designwelt großen Einfluss. Priestman gilt als Türöffnerin für Frauen in der Designwelt. Ihre Leistungen im Bereich Design und ihre Autorität, verschaffen heutigen Frauen einen höheren Stellenwert, als ihnen damals zugestanden wurde. Priestman hatte keine Managementausbildung, war jedoch in der Lage, derartige Aufgaben in hervorragender Weise zu erfüllen.

### Mitgliedschaften, Preise und Ehrungen
Von 1985 bis 1988 war Priestman Mitglied im Design-Ausschuss des London Regional Transport, von 1988 bis 1991 im Jaguar Styling Panel. Von 1989 bis 1991 war sie Mitglied im Lenkungsausschuss für Kunst des Arts Council of Great Britain, von 1996 bis 2000 im Design Council. Von 1988 bis 1996 war sie Beraterin am Commonwealth Institute der Kingston University. Von 1992 bis 2010 war Priestman Vorsitzende von Open City, einer britischen Architekturorganisation. Außerdem wurde sie 2001 Mitglied der Commission for Architecture and the Built Environment (CABE).
Die Ehrendoktorwürde wurde ihr 1994 von der De Montfort University und 1998 von der Sheffield Hallam University verliehen.
Jane Priestman wurde aufgrund ihrer beruflichen Erfolge mit renommierten Preisen ausgezeichnet. Im Jahr 1985 wurde sie zum Ehrenmitglied des Royal Institute of British Architects (RIBA) ernannt. 1998 stand sie auf der Shortlist für den Jane-Drew-Preis. 2015 verliehen ihr die Jurorinnen Patty Hopkins, Eva Jiřičná und John McAslan für ihre Lebensleistung als visionäre Bauherrin den erstmalig ausgelobten Ada-Louise-Huxtable-Preis. Mit dem Preis werden Nicht-Architekten geehrt, die einen bedeutenden Beitrag zur Architektur geleistet haben. Noch 2020 bekam sie den FX Award für ihr lebenslanges Engagement und für ihren großen Einfluss auf das Design.

### Privates
Die Ehe mit Arthur Martin Priestman wurde 1986 geschieden. Priestman starb am 25. Januar 2021 im Alter von 90 Jahren.

## Veröffentlichungen
- "Beauty through honesty". In: RSA Journal. Band 141, 1. Januar 1993, ISSN 0958-0433, S. 147 (englisch).
- Wolf with flower. In: RSA Journal. Band 141, 1. November 1993, ISSN 0958-0433, S. 839 (englisch).
- Global market. In: RSA Journal. Band 142, 1. Juni 1994, ISSN 0958-0433, S. 68 (englisch).
- Cultural barometers. In: RSA Journal. Band 143, 1. März 1995, ISSN 0958-0433, S. 76 (englisch).
- mit Richard Burton, John Ellis, Ray Moss, R. M. Pollock, Sunand Prasad, Peter Senior, Kate Trant: Advice to Trusts on the main components of the design brief for healthcare buildings. NHS Estates, OCLC 1042813723 (englisch).